# Rezolucja Związku Literatów Polskich w Krakowie w sprawie procesu krakowskiego
Rezolucja Związku Literatów Polskich w Krakowie w sprawie procesu krakowskiego – rezolucja z 8 lutego 1953 r. podpisana przez 53 sygnatariuszy – członków krakowskiego oddziału Związku Literatów Polskich, wyrażająca potępienie wobec ks. Józefa Lelity i innych księży związanych z krakowską kurią metropolitalną, oskarżonych o działalność szpiegowską, powzięta po wyroku skazującym duchownych na karę śmierci w sfingowanym procesie pokazowym zwanym procesem księży kurii krakowskiej.
Rezolucja pisarzy epoki stalinizmu została podpisana po zakończeniu procesu krakowskich księży, w okresie gdy trzech skazanych oczekiwało na wykonanie wyroków śmierci. Rezolucja literatów miała stwarzać pozór społecznego poparcia dla rozprawy z Kościołem, a w rezultacie legitymizować wydane w stalinowskim procesie pokazowym wyroki śmierci. Rezolucja stanowiła element propagandowej nagonki na Kościół katolicki i dawała stalinowskim władzom PRL pretekst do dalszego zaostrzenia represji wobec ludzi wierzących.

## Tekst rezolucji
„W ostatnich dniach toczył się w Krakowie proces grupy szpiegów amerykańskich powiązanych z krakowską Kurią Metropolitarną. My zebrani w dniu 8 lutego 1953 r. członkowie krakowskiego Oddziału Związku Literatów Polskich wyrażamy bezwzględne potępienie dla zdrajców Ojczyzny, którzy wykorzystując swe duchowe stanowiska i wpływ na część młodzieży skupionej w KSM działali wrogo wobec narodu i państwa ludowego, uprawiali – za amerykańskie pieniądze – szpiegostwo i dywersję.
Potępiamy tych dostojników z wyższej hierarchii kościelnej, którzy sprzyjali knowaniom antypolskim i okazywali zdrajcom pomoc, oraz niszczyli cenne zabytki kulturalne.
Wobec tych faktów zobowiązujemy się w twórczości swojej jeszcze bardziej bojowo i wnikliwiej niż dotychczas podejmować aktualne problemy walki o socjalizm i ostrzej piętnować wrogów narodu – dla dobra Polski silnej i sprawiedliwej”.
Rezolucję podpisały 53 osoby:

1. Kazimierz Barnaś
2. Władysław Błachut
3. Jan Błoński
4. Jerzy Bober
5. Władysław Bodnicki
6. Antoni Brosz
7. Bogdan Brzeziński
8. Karol Bunsch
9. Bronisław Mróz-Długoszewski
10. Władysław Dobrowolski
11. Kornel Filipowicz
12. Ludwik Flaszen
13. Józef Andrzej Frasik
14. Zygmunt Greń
15. Leszek Herdegen
16. Roman Husarski
17. Jerzy Janowski
18. Jan Jaźwiec
19. Andrzej Kijowski
20. Ryszard Kłyś
21. Władysław Krzemiński
22. Jan Kurczab
23. Jalu Kurek
24. Tadeusz Kwiatkowski
25. Jerzy Lovell
26. Józef Łabuz
27. Władysław Machejek
28. Włodzimierz Maciąg
29. Henryk Markiewicz
30. Bruno Miecugow
31. Hanna Mortkowicz-Olczakowa
32. Sławomir Mrożek
33. Tadeusz Nowak
34. Stefan Otwinowski
35. Adam Polewka
36. Marian Promiński
37. Julian Przyboś
38. Edward Rączkowski
39. Edyta Sicińska
40. Stanisław Skoneczny
41. Maciej Słomczyński
42. Karol Szpalski
43. Wisława Szymborska
44. Tadeusz Śliwiak
45. Anna Świrszczyńska
46. Olgierd Terlecki
47. Henryk Vogler
48. Jan Wiktor
49. Adam Włodek
50. Jerzy Zagórski
51. Marian Załucki
52. Witold Zechenter
53. Adam Znamierowski